# Alexandre Aulas
Alexandre Aulas (Roanne, 7 april 1986) is een Frans voormalig professioneel wielrenner. Hij reed in zijn carrière als stagiair voor AG2r Prévoyance.

## Overwinningen
2007
- 4e etappe Ronde van Guinee

2008
- 6e etappe Ronde van Japan

2009
- 4e etappe Ronde van Reúnion

## Grote rondes
Geen